# トゥオネ・ウダイナ

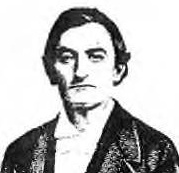
若い頃のウダイナの肖像

トゥオネ・ウダイナ (ダルマチア語：Tuone Udaina Burbur、イタリア語：Antonio Udina、1821年 - 1898年6月10日) は、ダルマチア語の最後の話者として知られる人物である。

## 概要
トゥオネ・ウダイナは、言語学者のマッテオ・バルトリによる1897年の調査の際に、彼の両親が用いていたイタリアのヴェリア島（Veglia、クロアチア語ではクルク島と呼ばれる。現クロアチア領）の方言の情報源として調査に協力したことで知られている。ただし、ヴェリア島のダルマチア語はウダイナの第一言語ではなく、両親との個人的な会話のみで習得したものであった。さらに、調査に協力する前の20年間はダルマチア語を話しておらず、また耳が聞こえない状態であり、さらに歯も無かったという。なお、ウダイナは理髪師として働いていたので、ブルブル（Burbur、ダルマチア語でbarber) と呼ばれていた。
1898年6月10日に無政府主義者の爆弾により殺害された。77歳であった。ウダイナが死んだことにより、ダルマチア語は絶滅言語となった。